# Strage di Villisca
La strage di Villisca (in inglese Villisca axe murders) avvenne tra il pomeriggio del 9 giugno 1912 e la mattina del 10 giugno 1912 nella cittadina di Villisca, nello stato dell'Iowa. I sei componenti della famiglia Moore e due ospiti furono ritrovati uccisi a colpi d'ascia nella casa dei Moore. Le vittime furono otto, inclusi sei bambini. Le lunghe indagini portarono a individuare diversi sospettati, uno dei quali fu processato due volte ed assolto. Il crimine rimane irrisolto.

## La vicenda

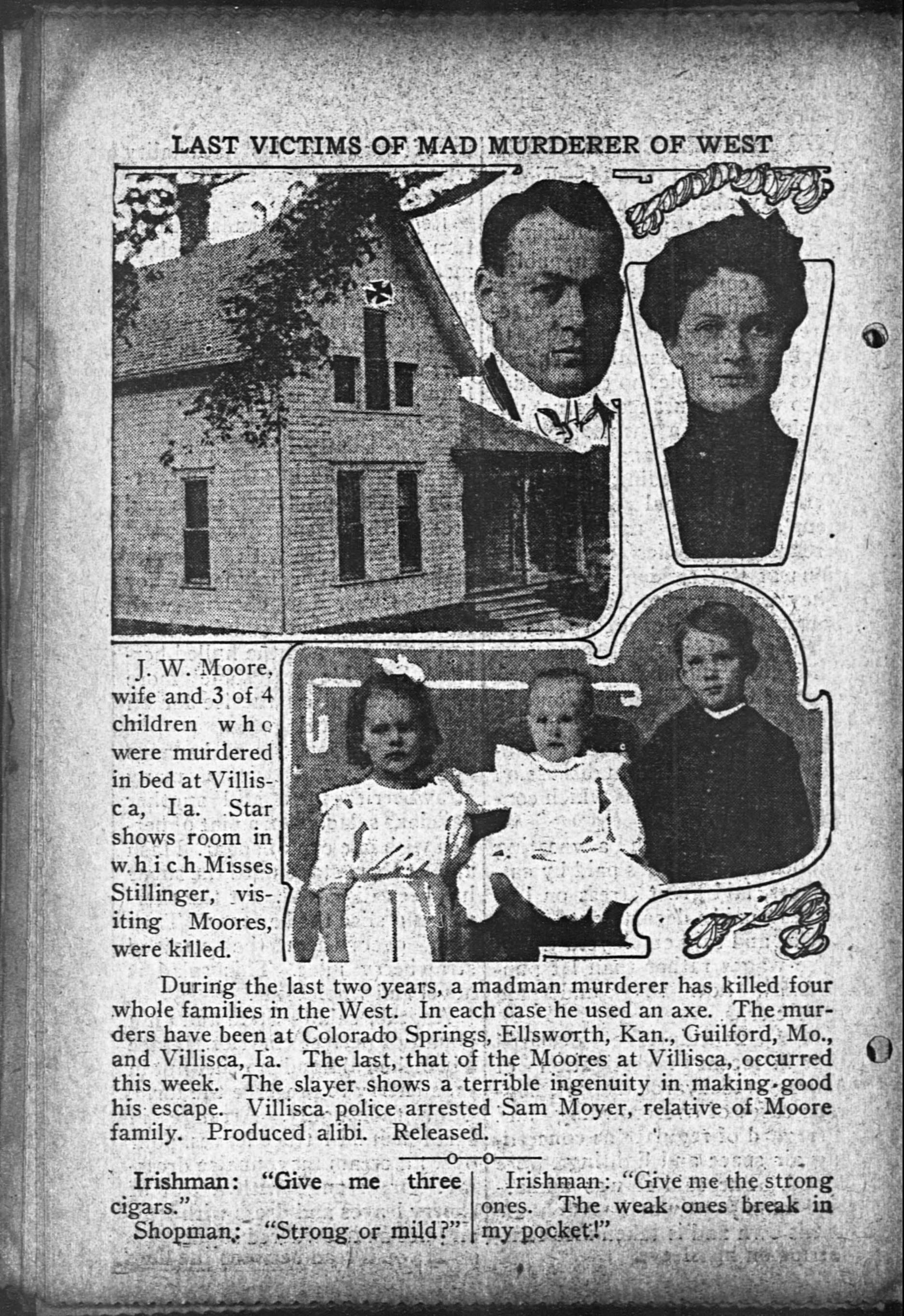
Un articolo nel The Day Book, giornale di Chicago, del 14 giugno 1912, mostrando cinque vittime e la casa.

La famiglia Moore era composta dal padre Josiah B. (43 anni), dalla madre Sarah (nata Montgomery), 39 anni, e i loro quattro figli: Herman Montgomery, di 11 anni, Mary Katherine, di 10 anni, Arthur Boyd, di 7 anni e Paul Vernon, di 5 anni. Famiglia benestante, i Moore erano ben conosciuti ed apprezzati nella comunità. Il 9 giugno 1912, Katherine Moore invitò Ina Mae (8) e Lena Gertrude Stillinger (12) a passare la notte nella loro abitazione. Quel pomeriggio, le bambine e la famiglia Moore andarono alla chiesa presbiteriana dove parteciparono al Children's Day Program, che Sarah Moore aveva organizzato. Alle 21.30, i Moore e le sorelle Stillinger si diressero verso casa Moore, arrivando tra le 21.45 e le 22.
Alle 7 di mattina del giorno dopo, Mary Peckham, la vicina dei Moore, si preoccupò non vedendo i Moore uscire per fare le pulizie della mattina. La Peckham bussò dunque alla porta dei Moore. Vedendo che nessuno rispose, provò ad aprire la porta e scoprì che era chiusa a chiave. La Peckham lasciò fuori i polli dei Moore e andò a chiamare Ross Moore, il fratello di Josiah. Come la Peckham, Ross non ricevette risposta quando bussò alla porta. Aprì dunque la porta con la sua copia delle chiavi. Mentre la Peckham rimase nel portico, Moore entrò in salone e aprì la porta della camera degli ospiti, dove scoprì i corpi di Ina e Lena Stillinger sul letto. Moore disse subito alla Peckham di chiamare Hank Horton, il più importante ufficiale di polizia di Villisca, che arrivò poco dopo. Horton perlustrò la casa scoprendo che tutta la famiglia Moore era stata sterminata. L'arma del delitto, un'ascia di proprietà di Josiah, fu trovata nella stanza degli ospiti dove furono ritrovate le sorelle Stillinger.
I medici arrivarono alla conclusione che il delitto doveva aver avuto luogo tra la mezzanotte e le 5 del mattino. Due sigarette spente ritrovate nella soffitta suggerivano che l'assassino o gli assassini avevano aspettato pazientemente che i Moore e le sorelle Stillinger si addormentassero. La strage iniziò nella camera dei padroni di casa, dove Josiah e Sarah Moore stavano dormendo. Josiah ricevette più colpi d'ascia di ogni altra vittima, la sua faccia era stata talmente sfigurata che gli mancavano gli occhi. L'assassino usò la lama dell'ascia contro Josiah e la parte non affilata sul resto delle vittime. Dopodiché l'assassino si diresse nella stanza dei bambini e colpì Herman, Katherine, Boyd, e Paul in testa, come aveva fatto con i loro genitori. Dopo aver ucciso i bambini ritornò nella stanza di Josiah Moore per infliggere ulteriori colpi, rovesciando accidentalmente una scarpa che era piena di sangue. Successivamente, l'assassino scendendo le scale, si diresse nella camera degli ospiti dove uccise Ina e Lena.
Gli investigatori ritennero che tutte le vittime eccetto Lena Stillinger dormivano mentre vennero uccise. Dedussero questo dal fatto che Lena fu ritrovata di traverso al letto e con una ferita da difesa sul braccio, segno che era sveglia ed aveva cercato di reagire. La camicia da notte di Lena le era stata alzata fino alla vita e non stava indossando indumenti intimi, portando la polizia a ritenere che l'assassino o gli assassini l'avessero sessualmente molestata o avessero tentato di farlo.

## Le indagini
Nel corso delle indagini emersero i nomi di molti potenziali sospettati, tra cui il Reverendo George Kelly, Frank F. Jones, William Mansfield, Loving Mitchell ed Henry Lee Moore. George Kelly fu processato due volte per l'omicidio. Il primo processo finì senza un verdetto, mentre il secondo terminò con l'assoluzione. Altri sospettati furono prosciolti nel corso delle indagini.

### Andrew Sawyer
Ogni persona di passaggio o straniero misterioso fu un sospettato per l'omicidio. Uno di essi era un uomo di nome Andy Sawyer. Non c'erano prove che collegassero Sawyer al crimine, ma il suo nome venne spesso fuori nelle testimonianze al Gran Giurì.
Secondo Thomas Dyer di Burlington, in Iowa, caposquadra alla Burlington Railroad, Andy Sawyer avvicinò il suo gruppo a Creston alle 6 la mattina che i delitti furono scoperti. Sawyer era ben rasato e indossava un vestito marrone. Le sue scarpe erano infangate e i pantaloni erano bagnati fino alle ginocchia. Stava cercando impiego, e dal momento che Dyer necessitava di un uomo in più, fu assunto sul posto.
Dyer testimonò che più tardi quel pomeriggio quando il team di lavoro raggiunse Fontanelle, sempre in Iowa, Sawyer acquistò un giornale e andò a leggerlo da solo. Il giornale aveva in prima pagina la notizia degli omicidi di Villisca e, secondo Dyer, Sawyer "era molto interessato." Il team di Dyer si lamentò che Sawyer aveva dormito coi suoi vestiti addosso ed era desideroso di stare sulle sue. Erano anche turbati che Sawyer avesse dormito con la sua ascia vicino; parlava spesso degli omicidi di Villisca e del se o no un colpevole fosse stato arrestato.
Raccontò inoltre a Dyer che era stato a Villisca quella domenica sera e aveva sentito degli omicidi. Intimorito di essere preso tra i sospettati, se ne era andato arrivando a Creston. Dyer era sospettoso e lo portò dallo sceriffo il 18 giugno 1912.
Dyer testimoniò successivamente che prima che lo sceriffo arrivasse, si avvicinò a Sawyer da dietro. Sawyer si stava grattando la testa con entrambe le mani e a un certo punto fece un salto all'improvviso dicendo, non diretto a Dyer, "ti taglierò la maledetta testa." Nello stesso istante iniziò a fare dei movimenti con l'ascia e incominciò a tagliare i mucchi di legna di fronte a lui.
Il figlio di Dyer, J.R, testimoniò che un giorno mentre con la squadra stavano andando verso Villisca, Sawyer gli disse che gli avrebbe mostrato dove il killer uscì dalla città. Gli mostrò il punto esatto dove l'assassino avrebbe attraversato i binari ferroviari. J.R. disse che c'erano delle impronte nel terreno bagnato a nord della banchina.
Sawyer non fu più ritenuto un sospettato nel caso quando la polizia vide che poteva provvedere un alibi certo per la notte del delitto, essendo a Osceola, in Iowa. Era stato arrestato per vagabondaggio e lo sceriffo ricordò di averlo accompagnato al treno per mandarlo via attorno alle 23.

### Il Reverendo George Kelly
Kelly era un ministro del culto inglese che si trovava in viaggio in città la sera degli omicidi. Kelly fu descritto come un tipo strano, che aveva sofferto di esaurimento nervoso da adolescente. Da adulto fu accusato diverse volte di voyeurismo e diverse volte aveva chiesto a delle ragazze di posare nude per lui. L'8 giugno 1912 venne a Villisca per fare da insegnante al Children's Day services, a cui partecipò anche la famiglia Moore il 9 giugno 1912. Lasciò la città il 10 giugno 1912 tra le 5 e le 5 e mezza della mattina, prima che i corpi venissero scoperti.
Nelle settimane che seguirono, mostrò un grande interesse per il caso, scrivendo molte lettere alla polizia, agli investigatori e ai familiari delle vittime. Un investigatore privato gli rispose chiedendo di alcuni dettagli che il Reverendo Kelly poteva conoscere a proposito degli omicidi. I suoi noti problemi mentali fecero venire il dubbio agli investigatori se sapesse dei dettagli dell'omicidio perché aveva compiuto il delitto, o perché si stava immaginando tutto.
Nel 1914, 2 anni dopo l'omicidio, Kelly fu arrestato per aver spedito obscene material per posta (stava molestando una donna che aveva fatto domanda per essere la sua segretaria). Fu mandato al St. Elizabeth's Hospital, l'ospedale nazionale di salute mentale di Washington. Gli investigatori ipotizzarono ancora che Kelly potesse essere l'assassino della famiglia Moore.
Nel 1917, Kelly fu arrestato per la strage di Villisca. La polizia ottenne una confessione da lui, ciò nonostante, fu ottenuta dopo un lungo interrogatorio e Kelly in seguito ritrattò. Dopo 2 distinti processi, fu assolto.

### Frank F. Jones
Frank Fernando Jones era un residente di Villisca e Senatore dell'Iowa. Josiah Moore aveva lavorato per Frank Jones al suo negozio di macchinari agricoli per molti anni prima di aprirne uno suo. Moore probabilmente tolse a Jones un importante volume d'affari, incluso un importante accordo commerciale con Deere & Company. Si diceva che Moore avesse una relazione con la figliastra di Jones, nonostante non ci fossero prove a supporto di queste voci.

### William Mansfield
Secondo un'altra teoria il Senatore Jones assunse William "Blackie" Mansfield per uccidere la famiglia Moore. Si ritiene che Mansfield fosse un serial killer perché uccise la moglie, il figlio neonato, il padre e la matrigna con un'ascia due anni dopo gli omicidi di Villisca. Si ritiene che abbia commesso gli omicidi, sempre con un'ascia, a Paola, in Kansas, quattro giorni prima dei fatti di Villisca. È stato inoltre un sospettato per il duplice omicidio di Jennie Peterson e Jennie Miller in Illinois. Tutti i luoghi degli omicidi erano raggiungibili in treno, e tutti i delitti furono eseguiti alla stessa maniera.
Mansfield fu rilasciato dopo che uno speciale Grand Jury della Contea di Montgomery rifiutò di incriminarlo, basandosi sul fatto che il suo alibi reggeva. Nove mesi prima degli omicidi di Villisca un simile caso di omicidio con ascia si ebbe a Colorado Springs. Altri due omicidi con un'ascia seguirono a Ellsworth, Kansas, e a Paola, sempre in Kansas. I casi erano sufficientemente simili da poter avanzare l'ipotesi che fossero stati commessi dalla stessa persona. Altri casi simili in quegli anni furono collegati tra loro, come l'uomo con l'ascia di New Orleans.
Gli omicidi a Colorado Springs furono strettamente collegati a quelli nella casa dei Moore. Nove mesi prima gli omicidi di Villisca, H.C. Wayne, sua moglie e suo figlio più Mrs. A.J. Burnham furono ritrovati morti, uccisi da un'ascia. La polizia di Colorado Springs ritenne difficile pensare che i delitti potessero essere stati compiuti dalla stessa persona, in città diverse. Come negli omicidi di Villisca, le coperte del letto erano state messe a copertura delle finestre, in modo da evitare che i passanti potessero guardare dentro. Nella casa dei Moore, l'assassino aveva messo dei grembiuli e delle gonne a copertura delle finestre. In modo simile che a Villisca, l'assassino a Colorado Springs pulì l'asca dal sangue e coprì la testa delle vittime con della biancheria da letto.
Mansfield era anche il primo sospettato del Burns Detective Agency di Kansas City nonché Detective James Newton Wilkerson, che lo definì come un serial killer dipendente dalla cocaina. Secondo notizie dell'epoca, Wilkerson riteneva che Mansfield fosse responsabile di sua moglie, del figlio neonato, del patrigno e della matrigna a Blue Island, in Illinois il 5 luglio 1914, due anni dopo il delitto, degli omicidi di Paola in Kansas quattro giorni prima quelli di Villisca e degli omicidi di Jennie Peterson e Jennie Miller ad Aurora, in Illinois.
Secondo le indagini di Wilkerson, tutti gli omicidi erano stati compiuti precisamente nello stesso modo, indicando che li aveva commessi la stessa persona. Wilkerson disse che poteva provare che Mansfield era presente in ognuno di questi posti la sera degli omicidi. In ogni delitto, le vittime furono colpite a morte con un'ascia e gli specchi delle case venivano coperti. Una lampada accesa senza copertura di vetro veniva lasciata ai piedi del letto e una bacinella nella quale l'assassino si era lavato fu ritrovata in cucina. In tutti i delitti, l'assassino evitò di lasciare impronte digitali indossando dei guanti, che Wilkerson ritenette essere una forte prova contro Mansfield, dal momento che lo stesso sapeva bene che le sue impronte erano registrate alla prigione militare federale di Leavenworth.
Wilkerson cercò di convincere un Grand Jury ad aprire un'indagine nel 1916 e Mansfield fu arrestato e portato nella Contea di Montgomery a Kansas City. Le registrazioni dei libri paga, comunque, fornirono un alibi a Mansfield la notte degli omicidi di Villisca. Fu rilasciato per mancanda di prove e vinse successivamente una causa contro Wilkerson e fu risarcito di 2225 dollari.Wilkerson ritenne che la pressione di Jones risultò non solo nel rilascio di Mansfield, ma anche nel conseguente arresto e processo del Reverendo Kelly.
Tuttavia un signor R.H. Thorpe, proprietario di un ristorante a Shenandoah, identificò Mansfield come l'uomo che vide la mattina dopo gli omicidi di Villisca prendendo un treno a Clarinda. Quest'uomo disse che era venuto da Villisca. Se questo fosse stato verificato avrebbe invalidato l'alibi di Mansfield.

### Henry Lee Moore

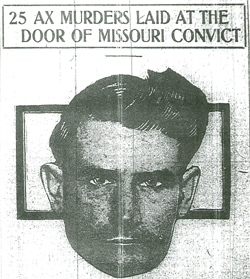
Henry Lee Moore

Henry Lee Moore, un altro uomo ritenuto un serial killer (non collegato da nessuna parentela ai Moore), e che fu condannato per l'omicidio della madre e della nonna qualche mese dopo gli omicidi di Villisca, sempre usando un'ascia, fu uno dei sospettati.

### Sam Moyer
Durante l'inchiesta emerse che Sam Moyer (il fratellastro di Josiah) spesso aveva minacciato di morte Josiah Moore; ciò nonostante, dopo approfondite indagini, l'alibi di Moyer lo liberò da ogni sospetto.